# Mihály Korhut
Mihály Korhut (Miskolc, 1º dicembre 1988) è un calciatore ungherese, difensore o centrocampista del Debreceni EAC.

## Carriera

### Club
Ha giocato nella massima serie ungherese con Debrecen e Kaposvár.

### Nazionale
Ha esordito con la nazionale ungherese il 22 maggio 2014 nell'amichevole Ungheria-Danimarca (2-2).
Viene convocato per gli Europei 2016 in Francia..
Segna il suo primo goal in nazionale il 13 ottobre 2019 contro l'Azerbaijan durante una partita valida per la qualificazione a EURO 2020. La marcatura è risultata decisiva visto l'1-0 finale.

## Palmarès

### Club

#### Competizioni nazionali
- Campionato ungherese: 3

Debrecen: 2009-2010, 2011-2012, 2013-2014
- Coppe d'Ungheria: 3

Debrecen: 2009-2010, 2011-2012, 2012-2013
- Supercoppe d'Ungheria: 1

Debrecen: 2010
- Coppa di Lega ungherese: 1

Debrecen: 2009-2010
- Campionato israeliano: 2

Hapoel Be'er Sheva: 2016-2017, 2017-2018
- Supercoppa d'Israele: 1

Hapoel Be'er Sheva: 2017